# Polypterus delhezi
El bichir rayado (Polypterus delhezi) es una especie de pez actinopterigio de agua dulce. Su pesca se realiza en plan artesanal para subsistencia, pero es usado en acuariofilia, siendo común en tiendas de mascotas.

## Morfología
Con el cuerpo característico de la familia, subcilíndrico, la longitud máxima descrita es de 44 cm. El dorso del cuerpo es de color gris-oliva, con 7 a 8 barras negras transversales muy características, vientre de color claro amarillento, aletas amarillas con puntos marrones o negros.

## Distribución y hábitat
Es una especie de agua dulce tropical, de comportamiento demersal, que suele habitar muy cerca de la superficie del agua, prefiriendo un rango de temperatura entre 26 y 28 °C. Es un pez carnívoro que vive tanto en corrientes de aguas como en aguas estancadas. La reproducción tiene lugar en la época de lluvias.
Se distribuye por ríos de la cuenca fluvial media del río Congo, tanto en la República Democrática del Congo como en la República del Congo.